# ناثان بالمر
ناثان بالمر (بالإنجليزية: Nathan Palmer)‏ هو لاعب كرة قدم أمريكية أمريكي، ولد في 14 أبريل 1989 في إلخارت في الولايات المتحدة.

## وصلات خارجية
- ناثان بالمر على موقع مرجع كرة القدم المحترفة.كوم (الإنجليزية)